# Rizal (Laguna)
Rizal ist eine Stadtgemeinde in der Provinz Laguna in den Philippinen. Sie hat 17.253 Einwohner (Zensus 2015).
Rizal liegt 25 km südöstlich der Provinzhauptstadt Santa Cruz.

## Geografie
Rizal grenzt an die Stadtgemeinden Calauan im Norden, an Nagcarlan im Osten, an San Pablo City im Westen und Dolores im Süden.Burgermeisters;2007-2010 Rolen Isleta Urriquia, Antonino Aurelio 2010-2019, Vener Munoz 2019-

## Baranggays
Rizal ist politisch unterteilt in elf Baranggays.
| - Antipolo - Entablado - Laguan | - Paule 1 - Paule 2 - East Poblacion - West Poblacion | - Pook - Tala - Talaga - Tuy |